# 레미 본야스키

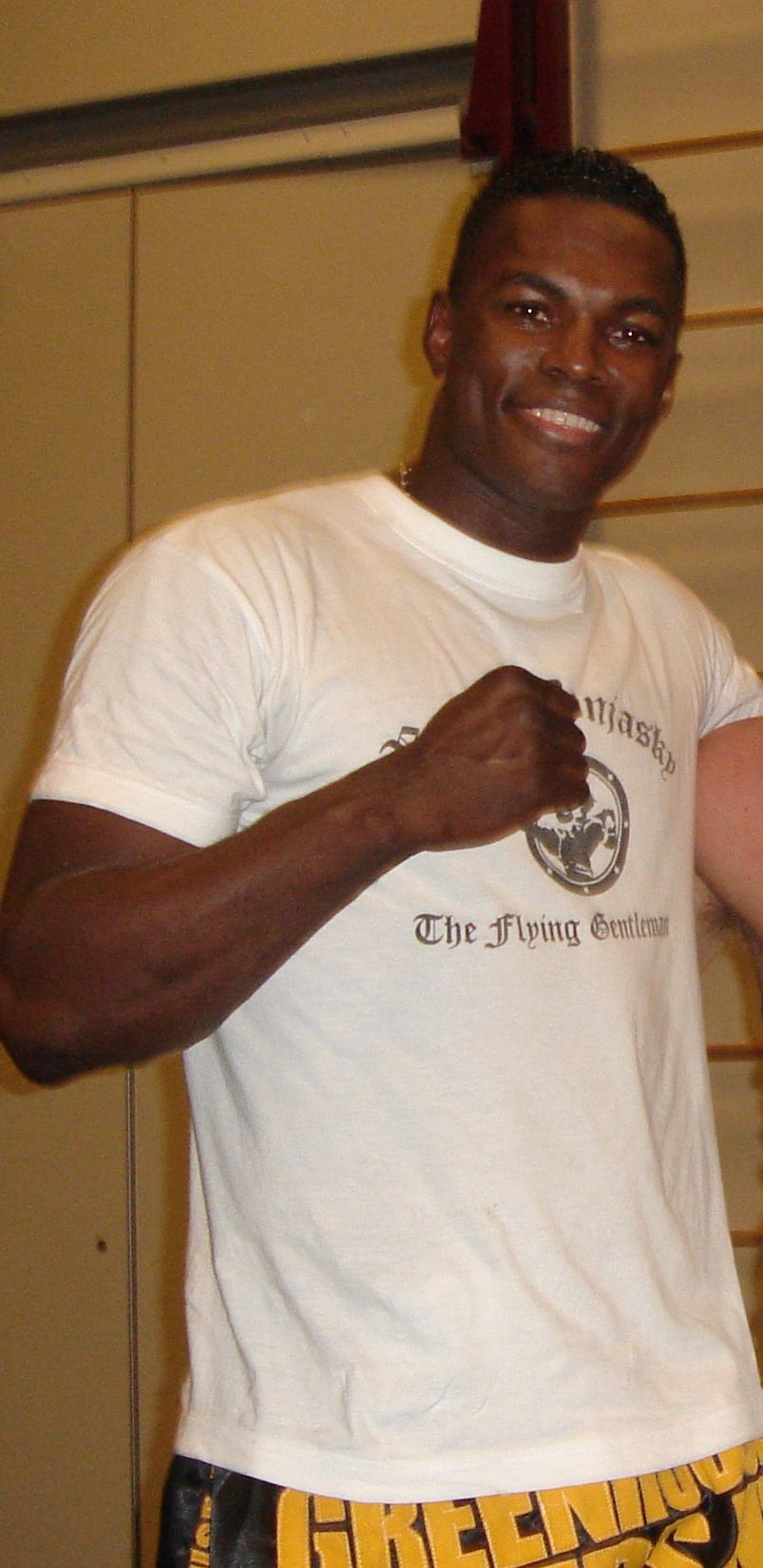
레미 본야스키

레미 케넛 본야스키(네덜란드어: Remy Kenneth Bonjasky, 1976년 1월 10일 - )는 네덜란드의 K-1 선수이다. 출생은 멜빈 맨호프와 같은 수리남이다.

## 생애

### 정보
주 베이스는 킥복싱이다. 키 192cm에 체중 103kg대로 좋은 체격 조건을 지니고 있다. 최근 2008년도에는 단 한번 상대에서 이긴 적이 있는 사람잡는 몬스터로 불리는 멜빈 맨호프와 맞서봤지만 상승된 실력으로 멜빈 맨호프의 펀치를 철저한 커버링으로 막고 하이킥으로 3R KO로 승리를 따냈고, 7월 아시아GP 슈퍼파이트에서는 MMA 러시안 파이터인 볼크 아타예프를 맞이하여 3R 초반 KO로 건재함을 과시했다. 2008년 9월 27일 서울에서는 K-1 미국GP에서 아지즈 야야와 팽팽한 난타전을 벌인 어네스트 후스트의 제자 폴 슬로윈스키와 붙어 승리하고 2008년 12월 6일 요코하마에서 열린 파이널 대회에서 우승했지만 결코 시원치 않게 대회가 끝났다. (이유는 이렇다. 바다하리는 1라운드에 다운을 빼앗기고 2라운드에서도 본야스키의 '철통가드'를 뚫지못했다. 본야스키와의 1차전에도 바다하리는 '철통가드'를 뚫지 못하고 3라운드내내 로킥을 맞으며 0:3 판정패를 당했기 때문에, 상당히 화가 났었다. 결국 하리는 자신을 제어하지 못하고 본야스키를 넘어뜨렸고, 2번의 파운딩과 1번의 스탬핑을 가했다. 이는 입식격투기인 K-1에서는 명백히 룰에 반하는 행동으로, 바다하리는 실격패당했다.) 2009년 3월 28일에는 2008 다이너마이트에서 바다 하리를 K-1룰로 1R에 격침을 시킨 알리스타 오브레임과 붙어 판정으로 승리를 거뒀다. 2010년 5월 30일 현재 네덜란드 현지 언론과의 인터뷰를 통해 은퇴를 시사했다. 오른쪽 눈이 좋지않아 수술을 해야하는데, 선수생활을 감행하면 시력을 잃을 수 있다는 것이다.
공수균형이 완벽하게 잡혀 있으며 뛰어난 격투센스와 민첩한 몸놀림이 일품이지만 맷집이 매우 약하다는 치명적인 결함이 있다. 이 때문에 세미 슐트를 상대로 전혀 힘을 쓰지 못하고 있다.

## 격투기 전적 정보

### K-1 타격 전적
- 51전 40승 11패(20 KO)

| 경기일자         | 상대                  | 결과 | 내용            | 대회                                       |
| ---------------- | --------------------- | ---- | --------------- | ------------------------------------------ |
| 2014년 3월 9일   | 미르코 필로포비치     | 승   | 3R 판정         | 글로리 14                                  |
| 2009년 12월 5일  | 세미 슐트             | 패   | 1R 2분 38초 KO  | K-1 월드 GP 2009 final                     |
| 2009년 12월 5일  | 에롤 짐머맨           | 승   | 3R 판정         | K-1 월드 GP 2009 final                     |
| 2009년 9월 26일  | 멜빈 맨호프           | 승   | 3R 판정         | K-1 월드 GP 2009 final 16                  |
| 2009년 3월 28일  | 알리스타 오브레임     | 승   | 3R 판정         | K-1 월드 GP 2009 in yokohama               |
| 2008년 12월 6일  | 바다 하리             | 승   | 2R 2분 7초 반칙 | K-1 월드 GP 2008 final                     |
| 2008년 12월 6일  | 구칸 사키             | 승   | 2R 53초 KO      | K-1 월드 GP 2008 final                     |
| 2008년 12월 6일  | 제롬 르 밴너          | 승   | 3R 1분 46초 TKO | K-1 월드 GP 2008 final                     |
| 2008년 9월 27일  | 폴 슬로윈스키         | 승   | 3R 판정         | K-1 월드 GP 2008 final 16                  |
| 2008년 7월 13일  | 볼크 아타예프         | 승   | 3R 32초 KO      | K-1 월드 GP 2008 in taipei                 |
| 2008년 4월 26일  | 멜빈 맨호프           | 승   | 3R 1분 32초 KO  | K-1 월드 GP 2008 in amsterdam              |
| 2007년 12월 8일  | 피터 아츠             | 패   | 3R 판정         | K-1 월드 GP 2007 final                     |
| 2007년 12월 8일  | 바다 하리             | 승   | 3R 판정         | K-1 월드 GP 2007 final                     |
| 2007년 9월 29일  | 스테판 레코           | 승   | 1R 2분 50초 KO  | K-1 월드 GP 2007 final 16                  |
| 2007년 4월 28일  | 글라우베 페이토자     | 승   | 3R 판정         | K-1 월드 GP 2007 in Hawaii                 |
| 2006년 12월 2일  | 스테판 레코           | 승   | 3R 판정         | K-1 월드 GP 2006 final                     |
| 2006년 9월 30일  | 게리 굿리지           | 승   | 3R 1분 KO       | K-1 월드 GP 2006 final 16                  |
| 2006년 7월 30일  | 시알라모 실리가       | 승   | 3R 판정         | K-1 월드 GP 2006 in sapporo                |
| 2006년 5월 13일  | 제롬 르 밴너          | 패   | 3R 판정         | K-1 월드 GP 2006 in amsterdam              |
| 2005년 12월 31일 | 실베스터 터카이       | 승   | 3R 판정         | K-1 다이너마이트 2005                      |
| 2005년 11월 19일 | 세미 슐트             | 패   | 1R 2분 8초 KO   | K-1 월드 GP 2005 final                     |
| 2005년 11월 19일 | 최홍만                | 승   | 3R 판정         | K-1 월드 GP 2005 final                     |
| 2005년 9월 23일  | 알렉세이 이그나쇼프   | 승   | 4R 연장판정     | K-1 월드 GP 2005 final 16                  |
| 2005년 5월 21일  | 리카르도 노드스트랜드 | 승   | 3R 판정         | K-1 fighting network scandinavia 2005      |
| 2005년 4월 30일  | 시알라모 실리가       | 패   | 3R 판정         | K-1 월드 GP 2005 in las vegas              |
| 2005년 3월 19일  | 레이 머서             | 승   | 1R KO           | K-1 월드 GP 2005 in seoul                  |
| 2004년 12월 4일  | 모리 아키오           | 승   | 5R 재연장판정   | K-1 월드 GP 2004 final                     |
| 2004년 12월 4일  | 프랑수아 보타         | 승   | 3R 판정         | K-1 월드 GP 2004 final                     |
| 2004년 12월 4일  | 어네스트 후스트       | 승   | 4R 연장판정     | K-1 월드 GP 2004 final                     |
| 2004년 9월 25일  | 차드 로완             | 승   | 3R 33초 KO      | K-1 월드 GP 2004 final 16                  |
| 2004년 7월 17일  | 아지스 카투           | 승   | 2R 1분 59초 KO  | K-1 월드 GP 2004 in seoul                  |
| 2004년 6월 6일   | 프랑수아 보타         | 승   | 3R 판정         | K-1 월드 GP 2004 in nagoya                 |
| 2004년 5월 30일  | 프란시스코 필리오     | 패   | 3R 판정         | Sankyo Present 一擊                        |
| 2004년 2월 15일  | 나카사코 츠요시       | 승   | 3R 2분 54초 KO  | K-1 Burning 2004 오키나와 초상륙           |
| 2003년 12월 6일  | 모리 아키오           | 승   | 3R 판정         | K-1 월드 GP 2003 final                     |
| 2003년 12월 6일  | 시릴 아비디           | 승   | 1R 1분 46초 KO  | K-1 월드 GP 2003 final                     |
| 2003년 12월 6일  | 피터 그레이엄         | 승   | 1R 2분 58초 KO  | K-1 월드 GP 2003 final                     |
| 2003년 10월 11일 | 밥 샵                 | 승   | 2R 밥 샵 반칙   | K-1 월드 GP 2003 final 16                  |
| 2003년 8월 15일  | 마이클 맥도날드       | 승   | 1R KO           | K-1 월드 GP 2003 in las vegas              |
| 2003년 8월 15일  | 제프 워드             | 승   | 1R 1분 28초 KO  | K-1 월드 GP 2003 in las vegas              |
| 2003년 8월 15일  | 버논 화이트           | 승   | 1R 1분 55초 KO  | K-1 월드 GP 2003 in las vegas              |
| 2003년 7월 13일  | 세미 슐트             | 패   | 5R 판정         | K-1 월드 GP 2003 in fukuoka                |
| 2003년 3월 30일  | 비욘 브레기           | 승   | 3R 1분 29초 TKO | K-1 월드 GP 2003 in Saitama                |
| 2002년 8월 17일  | 스테판 레코           | 패   | 5R 판정         | K-1 월드 GP 2002 in las vegas              |
| 2002년 7월 14일  | 미르코 필로포비치     | 패   | 2R 2분 6초 KO   | K-1 월드 GP 2002 in fukuoka                |
| 2002년 5월 25일  | 피터 마이스트로비치   | 승   | 4R 27초 KO      | K-1 월드 GP 2002 in paris                  |
| 2002년 2월 24일  | 에롤 파리스           | 패   | 1R 1분 20초 KO  | K-1 월드 GP 2002 세계지구예선 네덜란드대회 |
| 2002년 2월 24일  | 멜빈 맨호프           | 승   | 3R 판정         | K-1 월드 GP 2002 세계지구예선 네덜란드대회 |
| 2002년 1월 25일  | 세르게이 아르피노프   | 승   | 5R TKO          | K-1 월드 GP 2002 세계예선 마르세이유대회   |
| 2001년 6월 24일  | 레이 세포             | 승   | 4R TKO          | K-1 Survival 2001 일본 GP 개막전           |
| 2001년 2월 4일   | 제렐 베네치안         | 패   | 3R 판정         | K-1 Holland GP 2001 in Arnham              |

## 타이틀
- K-1 월드 GP 2003 라스베가스 챔피언
- K-1 월드 GP 2003. 2004. 2008 챔피언
- W.P.K.A 세계 슈퍼헤비급 챔피언

## 출연작
- SBS 드림(2009, 드라마)
- 리얼 파이트 클럽<Honor>(2006, 영화) - 트레이스 役